# Partido Nacionalista (Bolivia)
El Partido Nacionalista (PN), también conocido como el Partido de la Unión Nacional o Nacionalista (PUN), fue un partido político reformista y nacionalista boliviano.

## Historia
El Partido Nacionalista fue fundado el 29 de diciembre de 1926 por el presidente de la República Hernando Siles Reyes y un grupo de jóvenes intelectuales, como Augusto Céspedes, Carlos Montenegro y Enrique Baldivieso.
Hernando Siles Reyes fue uno de los fundadores del Partido Republicano en 1914 y del Partido Republicano Socialista en 1921. Fue el sucesor elegido a mano de Bautista Saavedra, pero una vez en el poder se separó de él y formó su propia facción que se convirtió en el Partido Nacionalista.
El gobierno de Hernando Siles Reyes promulgó reformas sociales progresivas. A pesar de todo esto, el gobierno de Hernando Siles pronto se encontró con dificultades económicas y políticas asociadas con los efectos de largo alcance de la Gran Depresión de 1929. El Partido Nacionalista se convirtió en un partido semioficial y en la única base de apoyo de Hernando Siles, siendo una base frágil. En medio de la crisis económica y el malestar social, Hernando Siles en 1929 declaró su intención de permanecer en el cargo con el apoyo de los nacionalistas. Este pecado de pecados en la batalla de circulación dentro de la elite provocó la formación de un frente unido de todos los otros partidos en contra de Hernando Siles. La oposición lo derrocó el 27 de junio de 1930, en un golpe rápido.
Como resultado del golpe de 1930, el Partido Nacionalista perdió gran parte de su influencia. Hernando Siles vivió el resto de su vida en el exilio, muriendo en Lima en 1942.
Aunque el Partido Nacionalista perdió el control del gobierno, las principales figuras del partido, como Enrique Baldivieso, Augusto Céspedes y Carlos Montenegro, continuaron desempeñando un papel importante en la política nacional. Algunos de ellos estuvieron asociados con los gobiernos revolucionarios de los Coroneles David Toro y Germán Busch, entre 1936 y 1939. Algunos de los exnacionalistas figuraron entre los fundadores del Partido Socialista Unido en 1936; otros fueron absorbidos por el Movimiento Nacionalista Revolucionario en 1941.